# Liste der Gebäude im Hessenpark
Diese Liste enthält die im Hessenpark wieder aufgebauten überwiegend denkmalgeschützten Gebäude.

## Baugruppe A – Marktplatz
| Bild                                                        | Bezeichnung                                                 | Lage                          | Beschreibung | Bauzeit         | Daten |
| ----------------------------------------------------------- | ----------------------------------------------------------- | ----------------------------- | --- | --------------- | ----- |
| weitere Bilder                                              | Haus aus Hungen                                             | Baugruppe A – Marktplatz Lage | Das ehemalige Amtshaus des Amtes Hungen fällt mit seinem am Straßengiebel vorkragenden Erker und seines reichen, mit farbig gefassten Schnitzereien versehenen Sichtfachwerks auf.     | 1585            |       |
| Gasthaus aus Fürth                                          | Gasthaus aus Fürth                                          | Baugruppe A – Marktplatz Lage | |                 |       |
| Fruchtspeicher aus Nidda                                    | Fruchtspeicher aus Nidda                                    | Baugruppe A – Marktplatz Lage | |                 |       |
| Haus aus Schadeck                                           | Haus aus Schadeck                                           | Baugruppe A – Marktplatz Lage | |                 |       |
| weitere Bilder                                              | Haus aus Laubach                                            | Baugruppe A – Marktplatz Lage | Das Haus aus Laubach ist ein Fachwerkhaus aus Laubach in Mittelhessen. Das Haus zeigt eine Ausstellung deutscher und internationaler Turmuhren.                                        | 1666            |       |
| weitere Bilder                                              | Haus aus Hessisch Lichtenau                                 | Baugruppe A – Marktplatz Lage | Das Haus aus Hessisch Lichtenau wird als Bäckerei genutzt. | 18. Jahrhundert |       |
| Haus aus Idstein                                            | Haus aus Idstein                                            | Baugruppe A – Marktplatz Lage | |                 |       |
| weitere Bilder                                              | Haus aus Rauschenberg II                                    | Baugruppe A – Marktplatz Lage | | um 1750         |       |
| Mühle aus Rörshain                                          | Mühle aus Rörshain                                          | Baugruppe A – Marktplatz Lage | Die Mühle aus Rörshain ist seit 2004 Sitz der Hessischen Uhrmacherschule. |                 |       |
| Scheune aus Gottstreu                                       | Scheune aus Gottstreu                                       | Baugruppe A – Marktplatz Lage | Die Scheune aus Gottstreu kann für Veranstaltungen wie Hochzeiten gemietet werden. | um 1760         |       |
| weitere Bilder                                              | Haus aus Melgershausen                                      | Baugruppe A – Marktplatz Lage | Das Gebäude enthält Einrichtungen und Maschinen einer Druckerei. Eine umfassende Sammlung über die Entwicklung der Drucktechnik vom Handsatz bis zur computergesteuerten Druckausgabe. |                 |       |
| Haus aus Maar                                               | Haus aus Maar                                               | Baugruppe A – Marktplatz Lage | |                 |       |
| weitere Bilder                                              | Haus aus Momberg I                                          | Baugruppe A – Marktplatz Lage | Zwei bauähnliche Fachwerkhäuser aus Momberg bilden eine Einheit. Im vorderen Haus ist eine Ausstellung über Gusseisen untergebracht.                                                   | 1708            |       |
| weitere Bilder                                              | Haus aus Momberg II                                         | Baugruppe A – Marktplatz Lage | Das zweite Haus aus Momberg enthält eine Verkaufsausstellung des Bürstenmachers. | 1708            |       |
| weitere Bilder                                              | Haus aus Messel                                             | Baugruppe A – Marktplatz Lage | | um 1750         |       |
| Haus aus Rauschenberg                                       | Haus aus Rauschenberg                                       | Baugruppe A – Marktplatz Lage | Das Haus aus Rauschenberg zeigt im Erdgeschoss eine historische Apotheke. Der erste und zweite Stock werden vom Funktechnischen Museum genutzt.                                        |                 |       |
| Haus aus Homberg (Efze)                                     | Haus aus Homberg (Efze)                                     | Baugruppe A – Marktplatz Lage | |                 |       |
| weitere Bilder                                              | Haus aus Langen-Bergheim                                    | Baugruppe A – Marktplatz Lage | Das Haus aus Langen-Bergheim bildet gemeinsam mit der Scheune aus Hadamar und dem Stall aus Treisbach einen Vierseithof.                                                               | 1797            |       |
| weitere Bilder                                              | Scheune aus Hadamar                                         | Baugruppe A – Marktplatz Lage | | um 1700         |       |
| Stall aus Treisbach                                         | Stall aus Treisbach                                         | Baugruppe A – Marktplatz Lage | | um 1900         |       |
| Haus aus Gemünden (Wohra)                                   | Haus aus Gemünden (Wohra)                                   | Baugruppe A – Marktplatz Lage | |                 |       |
| Turmuhrmacherwerkstatt aus Groß-Umstadt                     | Turmuhrmacherwerkstatt aus Groß-Umstadt                     | Baugruppe A – Marktplatz Lage | |                 |       |
| Stallscheune aus Westerfeld                                 | Stallscheune aus Westerfeld                                 | Baugruppe A – Marktplatz Lage | Die ehemalige Stallscheune aus Westerfeld wurde 1990 ab- und 1991 im Hessenpark wiederaufgebaut. Sie dient heute als Eingangsgebäude zum Park.                                         | 1864            |       |
| Feuerwehrgerätehaus aus Hainstadt                           | Feuerwehrgerätehaus aus Hainstadt                           | Baugruppe A – Marktplatz Lage | Das Feuerwehrhaus stammt aus Hainstadt (Breuberg) und diente der Aufnahme der 1897 erworbenen Feuerspritze.                                                                            | 1896            |       |
| weitere Bilder                                              | Scheune aus Mengerskirchen                                  | Baugruppe A – Marktplatz Lage | Die Scheune aus Mengerskirchen wurde als Teil des Kassengebäudes genutzt. | 1706            |       |
| weitere Bilder                                              | Scheune aus Altheim                                         | Baugruppe A – Marktplatz Lage | Die Scheune aus Altheim wurde als Teil des Kassengebäudes genutzt. | 1749            |       |
| weitere Bilder                                              | Haus aus Schlitz                                            | Baugruppe A – Marktplatz Lage | Das Fachwerkhaus aus Queck zeigt eine Ausstellung über die Geschichte der Fotografie.                                                                                                  | 1904            |       |
| 6 Wohnhäuser aus Gießen, Landhotel und Restaurant (Nachbau) | 6 Wohnhäuser aus Gießen, Landhotel und Restaurant (Nachbau) | Baugruppe A – Marktplatz Lage | |                 |       |
| Marktplatzbrunnen                                           | Marktplatzbrunnen                                           | Baugruppe A – Marktplatz Lage | Der Marktplatzbrunnen ist eine Kopie des Vierröhrenbrunnens in Langen. Die Kopie wurde durch den Steinmetz René Klenk geschaffen und kostete 120.000 €.                                | 2005            |       |

## Baugruppe B – Werkstätten
| Bild                 | Bezeichnung            | Lage                           | Beschreibung | Bauzeit | Daten |
| -------------------- | ---------------------- | ------------------------------ | ------------ | ------- | ----- |
| Schmiede aus Selters | Schmiede aus Selters   | Baugruppe B – Werkstätten Lage |              |         |       |
| weitere Bilder       | Stallscheune aus Hofen | Baugruppe B – Werkstätten Lage |              |         |       |
| weitere Bilder       | Schreinerei aus Fulda  | Baugruppe B – Werkstätten Lage |              | 1921    |       |
| weitere Bilder       | Sägewerk aus Anspach   | Baugruppe B – Werkstätten Lage |              |         |       |
| Bild gesucht BW      | Feldsteinbrennerei     | Baugruppe B – Werkstätten Lage |              |         |       |
| Remise               | Remise                 | Baugruppe B – Werkstätten Lage |              |         |       |
| Remise               | Remise                 | Baugruppe B – Werkstätten Lage |              |         |       |
| Bild gesucht BW      | Funktionshalle         | Baugruppe B – Werkstätten Lage |              |         |       |
| Bild gesucht BW      | Feldsteinbrennerei     | Baugruppe B – Werkstätten Lage |              |         |       |

## Baugruppe C – Südhessen
| Bild                          | Bezeichnung                   | Lage | Beschreibung | Bauzeit | Daten |
| ----------------------------- | ----------------------------- | ---- | --- | ------- | ----- |
| weitere Bilder                | Synagoge aus Groß-Umstadt     | Lage | Die Synagoge aus Groß-Umstadt ist eine denkmalgeschützte profanierte Synagoge. | 1874    |       |
| Haus aus Radheim (Musterhaus) | Haus aus Radheim (Musterhaus) | Lage | Das Haus aus Radheim wird 2019/2020 wiederaufgebaut und dient der Demonstration der Möglichkeiten der kostenbewussten und fachgerechten Sanierung eines historischen Fachwerkhauses. |         |       |

## Baugruppe D – Rhein-Main
| Bild                            | Bezeichnung                     | Lage                          | Beschreibung | Bauzeit | Daten |
| ------------------------------- | ------------------------------- | ----------------------------- | --- | ------- | ----- |
| Haus aus Anspach („Taunushaus“) | Haus aus Anspach („Taunushaus“) | Baugruppe D – Rhein-Main Lage | Die Hofreite Jäger wurde um 1800 in der Langgasse 16 in Anspach errichtet. 1995 wurde das Anwesen abgebaut und in den Hessenpark verbracht. 2002 wurde das Wohnhaus, 2005 die Stallscheune dort wiedererrichtet. Beim Wiederaufbau im Hessenpark hat man sich an dem Aussehen im Jahr 1882 orientiert. | um 1800 |       |
| Stall aus Anspach               | Stall aus Anspach               | Baugruppe D – Rhein-Main Lage | |         |       |
| Stallscheune aus Anspach        | Stallscheune aus Anspach        | Baugruppe D – Rhein-Main Lage | Die Scheune präsentiert die mittelalterlichen Glashütten im Taunus, wie sie bei archäologischen Untersuchungen bei Glashütten darstellen. Gezeigt werden mittelalterliche Glasfunde sowie eine lebensgroße Darstellung einer Glashütte im Emsbachtal.                                                  |         |       |
| Bild gesucht BW                 | Remise (Nachbau)                | Baugruppe D – Rhein-Main Lage | |         |       |
| weitere Bilder                  | Bienenhaus aus Mammolshain      | Baugruppe D – Rhein-Main Lage | Das Bienenhaus bietet Platz für maximal 36 Bienenvölker. Der Holzbau wurde vom Schreiner und Imker Peter Fuchs gebaut. Fuchs war von 1937 bis 1954 erster Imker und Bienenmeister des Instituts für Bienenkunde in Oberursel. Nach Umzug in den Hessenpark wurde das Bienenhaus 2011 wieder eröffnet.  | 1937    |       |

## Baugruppe G – Osthessen
| Bild                          | Bezeichnung                      | Lage                         | Beschreibung | Bauzeit         | Daten |
| ----------------------------- | -------------------------------- | ---------------------------- | --- | --------------- | ----- |
| Hofanlage aus Mittelkalbach   | Hofanlage aus Mittelkalbach      | Baugruppe G – Osthessen Lage | | 1766            |       |
| weitere Bilder                | Wegekapelle aus Weyers           | Baugruppe G – Osthessen Lage | Die Wegekapelle aus Weyhers ist eine nur 13 m² große Kapelle. Das einfache mit Holzbrettern verkleidete Fachwerkhaus stand an der Straße von Weyers nach Schmalnau außerhalb des Ortes. 1978 abgerissen wurde es 1995 im Hessenpark aufgebaut und wird hier im Zustand nach dem Ersten Weltkrieg als Beispiel der Volksfrömmigkeit im Fuldaer Raum gezeigt. | 1643            |       |
| weitere Bilder                | Bockwindmühle von der Papenhorst | Baugruppe G – Osthessen Lage | Bockwindmühle aus Alvesse, seit 1987 im Hessenpark. | 1969            |       |
| Schweinestall aus Oberkalbach | Schweinestall aus Oberkalbach    | Baugruppe G – Osthessen      | Vor den Schweineboxen verläuft ein Laubengang. Das Dach wird von vier gedrechselten Säulen getragen, die von der um 1850 abgebauten Dorfkirche stammen sollen. | 19. Jahrhundert |       |
| weitere Bilder                | Altenteilerhaus aus Sieblos      | Baugruppe G – Osthessen Lage | | um 1820/40      |       |
| weitere Bilder                | Bildstock Plappert               | Baugruppe G – Osthessen Lage | Nachbildung des Bildstocks des Johannes Plappert und seiner Ehefrau Barbara Plappertin. Das Original steht auf der Passhöhe des Weges von Oberbernhards nach Kleinsassen. Dargestellt sind die 14 Nothelfer als geschlossene Gruppe. | 1714            |       |

## Baugruppe F – Nordhessen
| Bild                                         | Bezeichnung                                  | Lage                          | Beschreibung | Bauzeit | Daten |
| -------------------------------------------- | -------------------------------------------- | ----------------------------- | --- | ------- | ----- |
| weitere Bilder                               | Haus aus Ostheim                             | Baugruppe F – Nordhessen Lage | Im Haus aus Ostheim befindet sich die Blaufärbewerkstatt. Das Diemelländische Bauernhaus ist ein Hallenhaus und war ursprünglich als Einhaus erbaut: Rechts befand sich der Wohnteil, links der Wirtschaftsteil des Hauses. Nach einer Erbteilung wurden beide Hälften Wohnwirtschaftlich genutzt. Das Haus wurde 1983 ab- und 1985 bis 87 im Hessenpark im Stand von 1820 wieder errichtet. | 1737    |       |
| Scheune aus Gungelshausen                    | Scheune aus Gungelshausen                    | Baugruppe F – Nordhessen Lage | Die Scheune aus Gungelshausen wurde 1985 abgebaut und bis 1987 im Hessenpark wieder errichtet. Sie wird hier landwirtschaftlich genutzt und soll Teil einer geschlossenen Hofanlage werden, wie sie früher für die Schwalm typisch war. | 1882    |       |
| weitere Bilder                               | Synagoge aus Nentershausen                   | Baugruppe F – Nordhessen Lage | Die Synagoge aus Nentershausen, bestehend aus Vorraum und dem Gebetsraum, wurde um einen Anbau erweitert, in dem sich zunächst die Lehrerwohnung der jüdischen Schule befand. 1886 wurde im Anbau stattdessen eine Mikwa eingerichtet. 1987 musste das Gebäude abgerissen werden. Der Wiederaufbau im Hessenpark (im Stand von 1925) erfolgte 1996. | ab 1785 |       |
| weitere Bilder                               | Gutshaus aus Solms                           | Baugruppe F – Nordhessen Lage | Gutshof Engelbach aus Niederaula-Solms und wurde dort im ersten Viertel des 18. Jahrhunderts erbaut. |         |       |
| weitere Bilder                               | Fruchtspeicher aus Trendelburg               | Baugruppe F – Nordhessen Lage | Der Fruchtspeicher aus Trendelburg war eine Zehntscheune und dient heute im Hessenpark der Gastronomie. |         |       |
| weitere Bilder                               | Martinsklause aus Remsfeld                   | Baugruppe F – Nordhessen Lage | Ehemalige Gastwirtschaft aus Remsfeld, heute Museumsgaststätte | 1727    |       |
| Ställe und Scheunen aus Emstal-Sand          | Ställe und Scheunen aus Emstal-Sand          | Baugruppe F – Nordhessen Lage | |         |       |
| Direkt Bild zu diesem Denkmal hochladen      | Remise (Neubau)                              | Baugruppe F – Nordhessen      | |         |       |
| weitere Bilder                               | Windmühle aus Borsfleth                      | Baugruppe F – Nordhessen Lage | |         |       |
| Kirche aus Ederbringhausen                   | Kirche aus Ederbringhausen                   | Baugruppe F – Nordhessen Lage | |         |       |
| weitere Bilder                               | „Festes Haus“ aus Ransbach                   | Baugruppe F – Nordhessen Lage | Das „Feste Haus“ aus Ransbach (Willingshausen) war ein Weiherhaus und diente gleichzeitig als Fruchtspeicher und als Schutzbau. 1979 abgerissen und 1983 bis 1985 im Hessen wieder aufgebaut dient es heute als Ausstellungshaus. | 1504    |       |
| Direkt Bild zu diesem Denkmal hochladen      | Haus aus Vöhl                                | Baugruppe F – Nordhessen      | |         |       |
| Direkt Bild zu diesem Denkmal hochladen      | Haus aus Holzhausen                          | Baugruppe F – Nordhessen      | |         |       |
| weitere Bilder                               | Kirche aus Kohlgrund                         | Baugruppe F – Nordhessen Lage | |         |       |
| Stallscheune aus Asterode (Ausstellungshaus) | Stallscheune aus Asterode (Ausstellungshaus) | Baugruppe F – Nordhessen Lage | Der ältere, linke Teil der Scheune wurde 1802 errichtet. Bauherr war der Gutsbesitzer David Schreiber, als Zimmermeister nennt die Inschrift neben dem linken Tor Christof Koch. Im Jahr 1832 wurde die Scheune erweitert, die Inschrift über dem mittleren Tor nennt Heinrich Koch als Zimmermeister. Die Scheune diente der Lagerung von Heu und Stroh sowie als Pferdestall. Ende des 19. oder Anfang des 20. Jahrhunderts wurde die Scheune letztmals erweitert, und zwar um den rechten Teil. 1983 wurde die Stallscheune abgebaut und in den Hessenpark verbracht. Im Jahr 2009 wurde die Stallscheune im Hessenpark neu aufgebaut und seitdem als Ausstellungshaus genutzt. | 1802    |       |
| Direkt Bild zu diesem Denkmal hochladen      | Steinmetzhütte (Neubau)                      | Baugruppe F – Nordhessen      | |         |       |